# Villa Wahlgren
Villa Wahlgren är en svensk realityserie med premiär på Kanal 5 den 26 april 2023. Seriens exekutiv producent för Villa Wahlgren är Susanne Söderberg på Discovery Networks Sweden.

## Handling
Serien kretsar kring Pernilla Wahlgren och hennes bygge av ett nytt hus på Lidingö. Ett projekt som inte varit utan komplikationer. Serien följer husbygget från ritningarna via inredningen till dessa att huset står klart. Till sin hjälp har hon bland annat arkitekten Thomas Sandell.

## Medverkande (i urval)
- Pernilla Wahlgren
- Thomas Sandell